# 巴洛克鮭口波魚
巴洛克鮭口波魚（学名：Salmostoma balookee）也称又稱擬鮭口波魚、喀大哈鮭口波魚。为輻鰭魚綱鯉形目鲤科的其中一種，分布於亞洲緬甸及印度溪流，體長可達15公分，可做為食用魚。